# اولان‌بادراخ
شهرستان اولان‌بادراخ (به زبان مغولی: Улаанбадрах сум، [Ulaanbadrax sum]؛ ᠤᠯᠠᠭᠠᠨ ᠪᠠᠳᠠᠷᠠᠬᠤ ᠰᠤᠮᠤ، [ulaɣan badaraqu sumu]) یک شهرستان (سُوم) در مغولستان است که در استان دورنوغوبی واقع شده‌است. اولان‌بادراخ ۱۱٬۳۷۰٫۹۲ کیلومتر مربع مساحت دارد.

## تقسیمات اداری
شهرستان اولان‌بادراخ متشکل از ۴ قصبه (باغ) می‌باشد، شامل:
- آرغالانت (مغولی: Аргалант баг، [Argalant bag]؛ ᠠᠷᠭᠠᠯᠠᠩᠲᠤ ᠪᠠᠭ، [arɣalaŋtu baɣ])
- بایان‌بوغد (مغولی: Баянбогд баг، [Bajanbogd bag]؛ ᠪᠠᠶ᠋ᠠᠨ ᠪᠣᠭᠳᠠ ᠪᠠᠭ، [bayan boɣda baɣ])
- سانگین دالای (مغولی: Сангийн далай баг، [Sangijn dalaj bag]؛ ᠰᠠᠩ ᠤ᠋ᠨ ᠳᠣᠭᠤᠳᠤ ᠪᠠᠭ، [saŋ-un toluɣai baɣ])
- نودِن (مغولی: Нүдэн баг، [Nüden bag]؛ ᠨᠢᠳᠤᠨ ᠪᠠᠭ، [nidün baɣ])